# All Along the Watchtower
"All Along the Watchtower" és una cançó escrita i gravada pel cantautor nord-americà Bob Dylan. La cançó va aparèixer inicialment al seu àlbum de 1967, John Wesley Harding, i s'ha inclòs a la majoria de les recopilacions de grans èxits posteriors de Dylan. Des de finals dels anys setanta, l'ha interpretat en concert més que qualsevol altra de les seves cançons. Diferents versions apareixen en quatre dels àlbums en directe de Dylan.
Nombrosos artistes de diversos gèneres n'han fet versions. "All Along the Watchtower" s'identifica fortament amb la interpretació que Jimi Hendrix va gravar per a l'àlbum Electric Ladyland amb The Jimi Hendrix Experience. La versió de Hendrix, publicada sis mesos després de l'enregistrament original de Dylan, es va convertir en un senzill Top 20 el 1968, va rebre un premi Grammy Hall of Fame el 2001 i va ocupar el lloc 48 a les 500 millors cançons de tots els temps de la revista Rolling Stone el 2004 (el 40 l'any 2021).